# Diplopterys hypericifolia
Diplopterys hypericifolia är en tvåhjärtbladig växtart som först beskrevs av Adrien Henri Laurent de Jussieu, och fick sitt nu gällande namn av W.R.Anderson och C.Davis. Diplopterys hypericifolia ingår i släktet Diplopterys och familjen Malpighiaceae. Inga underarter finns listade i Catalogue of Life.